# 图卢纳德

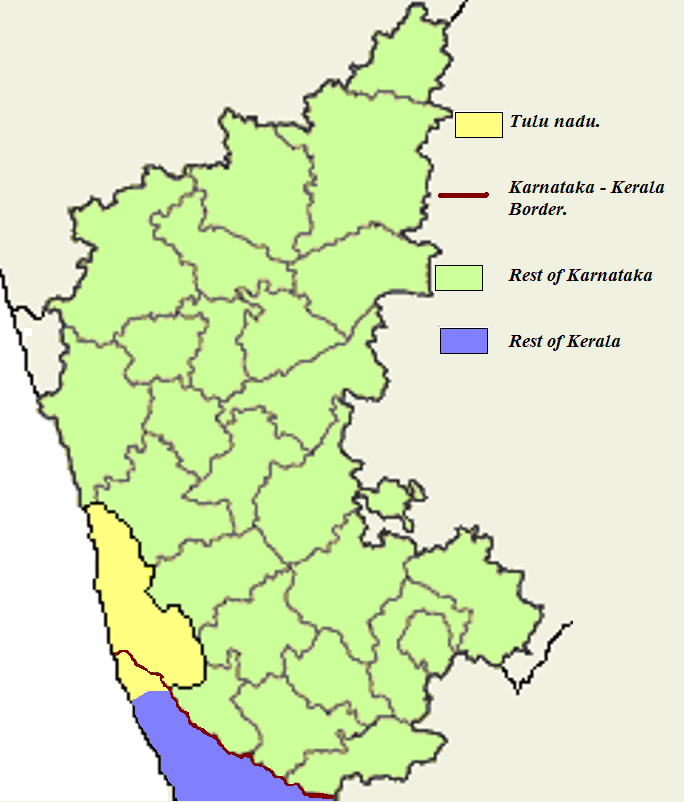
所在位置

图卢纳德（图卢语: ತುಳುನಾಡು），指印度喀拉拉邦、卡纳塔克邦使用图卢语的地区。该地区滨临阿拉伯海。图卢纳德总面积8,441 km2(3,259 sq mi)，总人口3,005,897（2001）。

## 分离主义诉求
图卢纳德的图卢人要求将图卢语列为官方语言，并单独成立一个民族邦。